# Бородачёв, Виктор Иванович
Виктор Иванович Бородачёв (1918—1968) — лётчик-ас, участник советско-финской и Великой Отечественной войн, командир авиационной эскадрильи 40-го гвардейского истребительного авиационного полка (8-я гвардейская истребительная авиационная дивизия, 5-й истребительный авиационный корпус, 2-я воздушная армия, 1-й Украинский фронт), гвардии капитан, Герой Советского Союза (1944).

## Биография
Виктор Бородачёв родился 23 августа 1918 года на хуторе Широкий (ныне — Жирновский район Волгоградской области) в крестьянской семье. В 1936 году окончил Московский педагогический техникум. 5 августа 1936 года был призван на службу в Рабоче-крестьянскую Красную Армию. В 1938 году Бородачёв окончил военную авиационную школу пилотов в Оренбурге. Принимал участие в советско-финской войне. С февраля 1942 года — на фронтах Великой Отечественной войны. Участвовал в боях на Крымском, Закавказском, Северо-Кавказском, Воронежском и 1-м Украинском фронтах. В 1942 году вступил в ВКП(б). Дважды был ранен в воздушных боях. Принимал участие в обороне Керченского полуострова, битве за Кавказ, Краснодарской операции, Курской битве, освобождении Украины и битве за Днепр, Житомирско-Бердичевской, Проскуровско-Черновицкой, Львовско-Сандомирской операциях, захвате Сандомирского плацдарма.
К февралю 1944 года гвардии капитан Виктор Бородачёв командовал эскадрильей 40-го гвардейского истребительного авиаполка 8-й гвардейской истребительной авиадивизии 5-го истребительного авиакорпуса 2-й воздушной армии 1-го Украинского фронта. К февралю 1944 года Бородачёв совершил 364 боевых вылета, принял участие в 91 воздушном бою, сбил лично 19 вражеских самолётов и 5 — в группе.
Указом Президиума Верховного Совета СССР от 1 июля 1944 года за «образцовое выполнение боевых заданий командования на фронте борьбы с немецко-фашистскими захватчиками и проявленные при этом мужество и героизм» гвардии капитан Виктор Бородачёв был удостоен высокого звания Героя Советского Союза с вручением ордена Ленина и медали «Золотая Звезда» за номером 2339.
В дальнейшем участвовал в Сандомирско-Силезской, Нижне-Силезской, Берлинской и Пражской операциях. Всего за время войны совершил 552 боевых вылета, принял участие в 116 воздушных боях, в которых лично сбил 26 самолётов и 5 — в группе.
После окончания войны продолжил службу в ВВС, был командиром 192-го истребительного авиаполка Львовского военного округа в городе Стрый. В 1950 году гвардии подполковник Бородачёв окончил Военно-воздушную академию, после чего находился на должности старшего инспектора-лётчика 2-го отдела Управления боевой подготовки истребительной авиации ВВС в Москве. В 1960 году Бородачёв окончил Военную академию Генерального Штаба, ему присвоено звание генерал-майора авиации. Служил в Военно-политической академии, защитил степень Кандидата военных наук.
Трагически погиб в результате несчастного случая 11 июля 1968 года. Похоронен на московском Востряковском кладбище.

## Награды
- Медаль «Золотая Звезда» Героя Советского Союза;
- Орден Ленина;
- 4 ордена Красного Знамени;
- Орден Александра Невского;
- Орден Отечественной войны 1-й степени;

Могила Бородачёва на Востряковском кладбище Москвы.

- 2 ордена Красной Звезды;
- медали[1].

## Воинские звания
- Лейтенант (23.08.1938);
- Старший лейтенант (16.04.1943);
- Капитан (19.07.1943);
- Майор (10.06.1944);
- Подполковник (13.05.1948);
- Полковник (25.09.1953);
- Генерал-майор авиации (9.05.1961).